# Discografia di MadMan
La discografia di MadMan, rapper italiano, è composta da sei album in studio, di cui due in collaborazione con il rapper Gemitaiz, sette mixtape, un EP e oltre dieci singoli, pubblicati tra il 2013 e il 2024.

## Album in studio
| Anno | Titolo | Classifiche | Certificazioni |
| Anno | Titolo | ITA         | Certificazioni |
| ---- | --- | ----------- | -------------- |
| 2010 | Escape from Heart - Pubblicazione: 10 ottobre 2010 - Etichetta: Honiro Label - Formati: CD, download digitale                         | —           |                |
| 2014 | Kepler (con Gemitaiz) - Pubblicazione: 24 maggio 2014 - Etichetta: Tanta Roba - Formati: CD, download digitale                        | 1           | - ITA: Platino |
| 2015 | Doppelganger - Pubblicazione: 11 settembre 2015 - Etichetta: Tanta Roba - Formati: CD, download digitale                              | 1           | - ITA: Oro     |
| 2018 | Back Home - Pubblicazione: 2 febbraio 2018 - Etichetta: Tanta Roba - Formati: CD, LP, download digitale                               | 1           | - ITA: Platino |
| 2019 | Scatola nera (con Gemitaiz) - Pubblicazione: 20 settembre 2019 - Etichetta: Tanta Roba - Formati: CD, LP, download digitale           | 1           | - ITA: Platino |
| 2024 | Lonewolf - Pubblicazione: 30 maggio 2024 - Etichetta: Tanta Roba, Island, Universal Music Italia - Formati: CD, LP, download digitale | 4           |                |

## Mixtape
| Anno | Titolo | Classifiche | Certificazioni |
| Anno | Titolo | ITA         | Certificazioni |
| ---- | --- | ----------- | -------------- |
| 2007 | Riscatto mixtape (con TempoXso) - Pubblicazione: 21 marzo 2007 - Etichetta: indipendente - Formati: download digitale | —           |                |
| 2008 | R.I.P. - Pubblicazione: 27 novembre 2008 - Etichetta: VNG - Formati: download digitale                                | —           |                |
| 2011 | Haterproof (con Gemitaiz) - Pubblicazione: 15 ottobre 2011 - Etichetta: Honiro Label - Formati: CD, download digitale | —           |                |
| 2013 | MM vol. 1 Mixtape - Pubblicazione: 28 luglio 2013 - Etichetta: Tanta Roba - Formati: download digitale                | —           |                |
| 2016 | MM volume 2 Mixtape - Pubblicazione: 27 ottobre 2016 - Etichetta: Tanta Roba - Formati: download digitale             | 42          | - ITA: Platino |
| 2019 | MM vol. 3 - Pubblicazione: 1º febbraio 2019 - Etichetta: Tanta Roba, Universal - Formati: CD, LP, download digitale   | 2           | - ITA: Oro     |
| 2021 | MM vol. 4 - Pubblicazione: 12 novembre 2021 - Etichetta: Tanta Roba, Universal - Formati: CD, LP, download digitale   | 2           | - ITA: Oro     |

## Extended play
| Anno | Titolo | Classifiche |
| Anno | Titolo | ITA         |
| ---- | --- | ----------- |
| 2007 | Prequel (con Esse-P) - Pubblicazione: 4 settembre 2007 - Etichetta: indipendente - Formati: download digitale             | —           |
| 2012 | Detto, fatto. (con Gemitaiz) - Pubblicazione: 30 novembre 2012 - Etichetta: Honiro Label - Formati: CD, download digitale | 24          |

## Singoli

### Come artista principale
| Anno | Titolo                                    | Classifiche | Certificazioni | Album di provenienza |
| Anno | Titolo                                    | ITA         | Certificazioni | Album di provenienza |
| ---- | ----------------------------------------- | ----------- | -------------- | -------------------- |
| 2013 | Come ti fa Mad                            | 74          |                | MM vol. 1 Mixtape    |
| 2014 | Non se ne parla (con Gemitaiz)            | 12          | - ITA: Oro     | Kepler               |
| 2014 | Instagrammo (con Gemitaiz feat. Coez)     | —           | - ITA: Oro     | Kepler               |
| 2017 | For Honor                                 | 21          |                | /                    |
| 2017 | Trapano                                   | 3           | - ITA: Platino | Back Home            |
| 2018 | Centro (feat. Coez)                       | 10          | - ITA: Platino |                      |
| 2018 | 7/8 Sour                                  | 49          |                | MM vol. 3            |
| 2019 | Supernova (feat. Emis Killa)              | 17          | - ITA: Oro     | MM vol. 3            |
| 2019 | Veleno VII (con Gemitaiz)                 | 1           | - ITA: Platino | Scatola nera         |
| 2019 | Scatola nera (con Gemitaiz feat. Giorgia) | 13          | - ITA: Oro     | Scatola nera         |
| 2022 | Lava Freestyle                            | —           |                | /                    |
| 2024 | Plenilunio                                | 94          |                | Lonewolf             |

### Come artista ospite
| Anno | Titolo                                                | Classifiche | Certificazioni | Album di provenienza                |
| Anno | Titolo                                                | ITA         | Certificazioni | Album di provenienza                |
| ---- | ----------------------------------------------------- | ----------- | -------------- | ----------------------------------- |
| 2013 | Senti come suona (Rise Beatbox feat. Enigma & MadMan) | —           |                | /                                   |
| 2018 | Fame (Nayt feat. MadMan)                              | 32          | - ITA: Oro     | Raptus volume 3                     |
| 2019 | Come fa? (Clementino feat. MadMan)                    | —           |                | /                                   |
| 2023 | Tema libero (Blue Virus feat. MadMan)                 | —           |                | /                                   |
| 2025 | GTA VI (Dani Faiv feat. MadMan e Mattak)              | —           |                | Teoria del contrario mixtape vol. 3 |
| 2025 | È Crazy (Mostro feat. MadMan)                         | —           |                | Metallo e carne                     |

## Altri brani entrati in classifica
| Anno | Titolo                                            | Classifiche | Certificazioni     | Album di provenienza |
| Anno | Titolo                                            | ITA         | Certificazioni     | Album di provenienza |
| ---- | ------------------------------------------------- | ----------- | ------------------ | -------------------- |
| 2014 | Sempre in giro (con Gemitaiz)                     | 92          |                    | Kepler               |
| 2014 | Haterproof 2 (con Gemitaiz)                       | 15          | - ITA: Oro         | Kepler               |
| 2016 | Veleno pt. 6 (feat. Gemitaiz)                     | 67          | - ITA: Platino (3) | MM volume 2 Mixtape  |
| 2018 | Niente proprio                                    | 59          |                    | Back Home            |
| 2018 | Successo                                          | 48          |                    | Back Home            |
| 2018 | Salsa                                             | 40          | - ITA: Oro         | Back Home            |
| 2018 | Ciò che fa per me                                 | 53          |                    | Back Home            |
| 2018 | Hollywood (feat. Gemitaiz)                        | 30          |                    | Back Home            |
| 2018 | Extraterrestri (feat. Priestess)                  | 50          |                    | Back Home            |
| 2018 | Niente da dividere                                | 65          |                    | Back Home            |
| 2018 | Storie                                            | 57          |                    | Back Home            |
| 2018 | Mickey Rourke                                     | 53          |                    | Back Home            |
| 2019 | Fuori e dentro (con Gemitaiz feat. Thasup)        | 2           | - ITA: Platino     | Scatola nera         |
| 2019 | Esagono (con Gemitaiz feat. Salmo)                | 6           | - ITA: Oro         | Scatola nera         |
| 2019 | Karate (con Gemitaiz feat. Mahmood)               | 8           | - ITA: Oro         | Scatola nera         |
| 2019 | Fiori (con Gemitaiz feat. Gué Pequeno, Marracash) | 9           | - ITA: Oro         | Scatola nera         |
| 2021 | Chillin'                                          | 5           | - ITA: Oro         | MM Vol. 4            |
| 2021 | Solo per me (feat. Massimo Pericolo)              | 24          | - ITA: Oro         | MM Vol. 4            |
| 2021 | Veleno 8 (feat. Gemitaiz)                         | 10          | - ITA: Oro         | MM Vol. 4            |

## Collaborazioni
| Anno | Titolo                        | Artista | Album di provenienza                                   |
| ---- | ----------------------------- | --- | ------------------------------------------------------ |
| 2009 | Veleno                        | Gemitaiz feat. MadMan | Quello che vi consiglio mixtape                        |
| 2010 | Veleno pt. 2                  | Gemitaiz feat. Granny Smith & MadMan                                                                                         | Quello che vi consiglio vol. 2                         |
| 2011 | Lo specialista                | 3D feat. MadMan | 21 motivi                                              |
| 2011 | Money Must Be Funny           | Ibo Montecarlo feat. Gemitaiz & MadMan                                                                                       | I'M                                                    |
| 2011 | Stanco                        | Jack 13 feat. MadMan | /                                                      |
| 2011 | Tutti a casa                  | Da BP feat. MadMan | BP's Way                                               |
| 2011 | Fuoriclasse                   | Gemitaiz feat. MadMan | Xtreme Quality Mixtape                                 |
| 2011 | J.A.S.T.                      | CaneSecco feat. Vandalo & MadMan                                                                                             | Senza collare 2010/2011                                |
| 2011 | Fiero di me                   | Jack the Smoker feat. Gemitaiz & MadMan                                                                                      | Game Over Mixtape Vol. 1                               |
| 2011 | Credo solo in me              | Uzi Junkana feat. MadMan | Luca Brasi Vol. 2                                      |
| 2011 | Bottigliate RMX               | Blue Virus feat. MadMan | Voci - Street Album                                    |
| 2011 | Capi metrici                  | Coliche feat. Gemitaiz & MadMan                                                                                              | Manghi&Papaye                                          |
| 2011 | Brazi Anthem RMX              | Uzi Junkana feat. Rayden, Gemitaiz, Pakos, Lil'Pin, Ibo Montecarlo, Coliche, Killa Cali & MadMan                             | Tempo di splendere                                     |
| 2011 | Almodovar                     | Coez feat. MadMan | Fenomeno                                               |
| 2011 | Voci più in alto              | Blue Virus feat. MadMan | Voci - Street Album 2                                  |
| 2012 | #10 Freestyle                 | DJ Yodha feat. MadMan | Lincence2Kill                                          |
| 2012 | J.A.S.T. Pt. 2                | Gemitaiz feat. CaneSecco & MadMan                                                                                            | Quello che vi consiglio III                            |
| 2012 | Disease Love                  | Blue Virus feat. MadMan | Voci - Street Album 3                                  |
| 2012 | Catarsi                       | Cianuro feat. MadMan | Bestie Vol. 2                                          |
| 2012 | Mostri RMX                    | Primo & Ibbanez feat. MadMan                                                                                                 | Fin da bambino                                         |
| 2012 | Giovani per sempre            | XVI Barre feat. MadMan | /                                                      |
| 2012 | Sick Forever                  | MadMan | Machete Mixtape                                        |
| 2012 | Nato pronto                   | Corrado & Geeno feat. Gemitaiz, Luchè & MadMan                                                                               | Doveva andare così                                     |
| 2012 | Flow Low Kick                 | Black P feat. MadMan | Vulgar Muzik Mixtape vol. 1                            |
| 2012 | Ostilità                      | Pinto feat. MadMan | C.F.T.B. Mixtape                                       |
| 2012 | Come Mario Monti RMX          | CaneSecco feat. MadMan | Senza collare 2012                                     |
| 2012 | Mediocracy                    | MadMan | Machete Mixtape Vol II                                 |
| 2012 | Andrea Diprè Freestyle        | DJ Slait feat. MadMan | Bloody Vinyl Mixtape                                   |
| 2012 | Adios                         | Greepeeps feat. Uzi Junkana, MadMan                                                                                          | /                                                      |
| 2012 | Personal RMX                  | Jack the Smoker feat. Gemitaiz & MadMan                                                                                      | Grandissimo EP                                         |
| 2013 | Teddy Boy Remix               | Jake La Furia feat. Gemitaiz & MadMan                                                                                        | Musica commerciale - Deluxe Edition                    |
| 2013 | Sempre o mai                  | Nayt feat. MadMan | Shitty Life Mixtape                                    |
| 2013 | Goldentrash & The Lumberjacks | Biohazard feat. Paura & MadMan                                                                                               | /                                                      |
| 2013 | Veleno pt. 4                  | Gemitaiz feat. MadMan | Quello che vi consiglio vol. 4                         |
| 2013 | Never                         | Fritz da Cat feat. Gué Pequeno, Nitro & MadMan                                                                               | Fritz                                                  |
| 2013 | Capocannonieri                | Killa Cali feat. Gemitaiz, Uzi Junkana & MadMan                                                                              | Ottobre Mixtape                                        |
| 2013 | Killer Game                   | Salmo feat. Gemitaiz & MadMan                                                                                                | Midnite                                                |
| 2013 | Non ci basta mai              | Noire feat. MadMan | /                                                      |
| 2013 | Nazo                          | Eroma feat. MadMan | Realness                                               |
| 2013 | Pistorius                     | Gemitaiz feat. MadMan | L'unico compromesso                                    |
| 2013 | Himalaya                      | Killa Cali feat. Jack the Smoker & MadMan                                                                                    | Nessuno mai                                            |
| 2013 | Suckers                       | Bassi Maestro feat. MadMan                                                                                                   | Guarda in cielo                                        |
| 2013 | Ghetto Guetta Remix           | Crookers feat. Gemitaiz & MadMan                                                                                             | /                                                      |
| 2013 | Eisenhower                    | 3D feat. Killa Cali feat. MadMan                                                                                             | Top                                                    |
| 2013 | Buon N***** Freestyle         | Salmo feat. Gemitaiz & MadMan                                                                                                | /                                                      |
| 2013 | Honiro Monster Track          | Lowlow & Sercho feat. Gemitaiz, Luca J, Briga & MadMan                                                                       | Per sempre                                             |
| 2014 | Cioccolata Freestyle          | Maruego feat. Gemitaiz & MadMan                                                                                              | /                                                      |
| 2014 | Albe nere                     | Deleterio feat. Gemitaiz & MadMan                                                                                            | Dadaismo                                               |
| 2014 | The Show                      | Rocco Hunt feat. MadMan | 'A verità                                              |
| 2014 | Non mi batte neanche il cuore | Fred De Palma feat. MadMan                                                                                                   | Lettera al successo                                    |
| 2014 | Non lo rifare                 | Sercho feat. MadMan | /                                                      |
| 2014 | Battle Royale                 | MadMan, Nitro, Rocco Hunt, Salmo, Bassi Maestro, El Raton, Enigma, Noyz Narcos, Rasty Kilo, Gemitaiz, Jack the Smoker, Yazee | Machete Mixtape III                                    |
| 2014 | Best Trick                    | DJ Gengis Khan feat. MadMan                                                                                                  | Rome Sweet Home                                        |
| 2014 | Veleno pt. 5                  | Gemitaiz feat. MadMan | QVC Vol. 5 Mixtape                                     |
| 2015 | Inedito                       | Gemitaiz feat. Pedar Poy & MadMan                                                                                            | QVC6                                                   |
| 2015 | Electro Cage                  | Clementino feat. MadMan | Miracolo!                                              |
| 2015 | 10 comandamenti               | Emis Killa feat. Gemitaiz & MadMan                                                                                           | Keta Music Vol. 2                                      |
| 2015 | B&W (contro la crisi)         | Two Fingerz feat. MadMan | La tecnica Bukowski                                    |
| 2015 | The Low Kiddz                 | DJ Slait feat. Bassi Maestro & MadMan                                                                                        | BV2                                                    |
| 2015 | Selfie                        | Shade feat. MadMan | Mirabilansia                                           |
| 2015 | Saluta i king Remix           | Club Dogo feat. Gemitaiz & MadMan                                                                                            | Non siamo più quelli di Mi fist - The Complete Edition |
| 2015 | CoCo Freestyle                | Vincenzo da Via Anfossi feat. Gemitaiz & MadMan                                                                              | /                                                      |
| 2015 | MaNeda Freestyle              | Caneda feat. MadMan | Kermit                                                 |
| 2015 | Non me ne frega un cazzo      | Fabri Fibra feat. Gemitaiz & MadMan                                                                                          | Squallor                                               |
| 2016 | For My People                 | Metal Carter feat. MadMan | Cult Leader                                            |
| 2016 | Grazie a me                   | Jack the Smoker feat. Gemitaiz & MadMan                                                                                      | Jack uccide                                            |
| 2016 | Va beh                        | Jamil feat. MadMan | Black Book 2                                           |
| 2016 | Rompiti il collo 2016         | Fabri Fibra feat. MadMan | Tradimento 10 anni - Reloaded                          |
| 2016 | Preso male                    | Gemitaiz feat. MadMan | Nonostante tutto                                       |
| 2016 | Già lo so                     | DJ 2P feat. MadMan | Inferno 9                                              |
| 2016 | Glock Party                   | Nitro feat. MadMan & Jake La Furia                                                                                           | Suicidol - Post Mortem                                 |
| 2016 | Come On Baby                  | Gemitaiz feat. MadMan | QVC7                                                   |
| 2017 | 4:20                          | Ensi feat. Gemitaiz & MadMan                                                                                                 | V                                                      |
| 2017 | Sono il prossimo              | Blue Virus feat. MadMan | Hiatus Mixtape                                         |
| 2018 | OK Corral                     | Nitro feat. MadMan | No Comment                                             |
| 2018 | Che roba è?!                  | Enigma feat. MadMan | Shardana                                               |
| 2018 | Brillo                        | Vegas Jones feat. Gemitaiz & MadMan                                                                                          | Bellaria                                               |
| 2018 | Holy Grail                    | Gemitaiz feat. MadMan | Davide                                                 |
| 2018 | Niente male RMX               | Zano feat. MadMan | /                                                      |
| 2018 | DAM 2 (il ritorno)            | Il Pagante feat. MadMan | Paninaro 2.0                                           |
| 2018 | Qualunque cosa accada         | Cor Veleno feat. MadMan | Lo spirito che suona                                   |
| 2019 | Giornale/Di corsa             | Dani Faiv feat. MadMan | Fruit Joint + Gusto                                    |
| 2019 | Chef                          | Priestess feat. MadMan | Brava                                                  |
| 2019 | Voci in testa                 | Mostro feat. MadMan | The Illest Vol. 2                                      |
| 2019 | Pers0na2                      | Thasup feat. Gemitaiz & MadMan                                                                                               | 23 6451                                                |
| 2020 | Bando RMX                     | Anna feat. Gemitaiz & MadMan                                                                                                 | /                                                      |
| 2020 | Rap City                      | Tedua feat. Gemitaiz & MadMan                                                                                                | Vita vera mixtape: aspettando la Divina Commedia       |
| 2020 | No McDonald's                 | Jack the Smoker feat. MadMan                                                                                                 | Ho fatto tardi                                         |
| 2020 | Gotti                         | Vale Lambo feat. MadMan | Come il mare                                           |
| 2020 | Greve                         | Slait, Thasup & Young Miles feat. MadMan                                                                                     | Bloody Vinyl 3                                         |
| 2020 | Foto                          | Izi feat. Gemitaiz & MadMan                                                                                                  | Riot                                                   |
| 2020 | Fair                          | Gemitaiz feat. MadMan | QVC9                                                   |
| 2020 | Kylie                         | MV Killa & Yung Snapp feat. MadMan                                                                                           | Hours                                                  |
| 2021 | 100 anni RMX                  | Speranza feat. Gemitaiz e MadMan                                                                                             | L'ultimo a morire (Deluxe)                             |
| 2022 | No Joke                       | Lele Blade feat. MadMan | Ambizione                                              |
| 2022 | Top                           | Gemitaiz feat. MadMan | Eclissi                                                |
| 2023 | Noodles                       | Mostro feat. MadMan | The Illest Vol. 3                                      |
| 2023 | Sto chin                      | MV Killa feat. MadMan e Gemitaiz                                                                                             | Fede                                                   |
| 2023 | Promesse                      | Shade feat. MadMan | Diversamente triste                                    |
| 2023 | Tranquillo mai                | Naska feat. MadMan | La mia stanza (deluxe)                                 |
| 2023 | Goal                          | Gemitaiz feat. MadMan | QVC 10                                                 |
| 2024 | Ambientalista                 | 3D feat. Dani Faiv, Vegas Jones e MadMan                                                                                     | Empirìa                                                |
| 2024 | Huracàn                       | Baby Gang feat. Gemitaiz e MadMan                                                                                            | L'angelo del male                                      |
| 2025 | Beh ok                        | Nerone feat. MadMan | Penkiller                                              |

## Videografia

### Video musicali
| Anno | Titolo                 | Regista/i                            |
| ---- | ---------------------- | ------------------------------------ |
| 2010 | Questa merda           | Manuel Marini                        |
| 2011 | Haterproof             | Antonio Chiricò                      |
| 2012 | Detto, fatto.          | Mirko De Angelis                     |
| 2013 | Come ti fa Mad         | Antonio Chirichò                     |
| 2013 | Senti come suona       | Alberto Salvucci                     |
| 2014 | Non se ne parla        | Jacopo Rondinelli                    |
| 2014 | Instagrammo            | Jacopo Rondinelli                    |
| 2014 | Haterproof 2           | Jacopo Rondinelli                    |
| 2014 | Blue Sky               | Antonio Chiricò                      |
| 2014 | Black Mirror           | YouNuts!                             |
| 2015 | Devil May Cry          | Luca Tani                            |
| 2015 | Doppelganger           | Antonio Chiricò                      |
| 2015 | Tutto in un giorno     | Antonio Chiricò, Mauro Russo         |
| 2015 | Patatrac               | Antonio Gerardo Risi, Maria Di Tuoro |
| 2015 | Vai bro                | Fabrizio Conte, Fabio Berton         |
| 2016 | Bolla papale Freestyle | Mauro Russo                          |
| 2017 | For Honor              | Martina Pastori                      |
| 2017 | Trapano                | Mauro Russo                          |
| 2018 | Centro                 | Mauro Russo                          |
| 2018 | Salsa                  | Mauro Russo                          |
| 2018 | 7/8 Sour               | Enea Colombi                         |
| 2019 | Numeri                 | Mauro Russo                          |
| 2019 | Mignolo                | Mauro Russo                          |
| 2019 | Veleno VII             | Fabrizio Conte                       |
| 2019 | Karate                 | YouNuts!                             |
| 2024 | Plenilunio             | Mauro Russo, Antonio Chiricò         |